# Funció de Volterra
En Matemàtiques, la funció de Volterra és una funció definida en  l'interval [0,1] que és contínua, diferenciable, amb la derivada fitada però que no és integrable Riemann. La versió original d'aquesta funció va ser construïda per Vito Volterra (1860-1949)  el 1881, quan encara era estudiant, en el context de les discussions sobre el teorema fonamental del càlcul i la integral de Riemann.

## Construcció de la funció de Volterra
La  construcció de la funció de Volterra que presentem es troba a Sz.-Nagy  i Gordon; Bressoud en dóna una altra versió pràcticament equivalent. Aquesta funció té dos ingredients: la funció {\displaystyle f(x)=x^{2}\sin(1/x)} i el conjunt de Smith-Volterra-Cantor.

### La funció f(x)=x^{2} sin(1/x)

Figura 1. Funció prop de zero

### La funcióf(x)=x2sin(1/x)
La funció  {\displaystyle f:[0,\infty )\to \mathbb {R} } definida per{\displaystyle f(x)={\begin{cases}0,&{\text{si }}x=0,\\x^{2}\sin {\Big (}{\dfrac {1}{x}}{\Big )},&{\text{si }}x>0.\end{cases}}} és continua  i diferenciable a tot arreu., vegeu la Figura 1. La derivada és{\displaystyle f'(x)={\begin{cases}0,&{\text{si }}x=0,\\2x\sin {\Big (}{\dfrac {1}{x}}{\Big )}-\cos {\Big (}{\dfrac {1}{x}}{\Big )},&{\text{si }}x>0.\end{cases}}} Vegeu-ne una representació a la Figura 2. Cal notar que en el punt {\displaystyle x=0} no es pot aplicar la regla de la cadena i s'ha de calcular la derivada utilitzant la definició de derivada (per la dreta), és  dir, calculant {\displaystyle \lim _{h\to 0^{+}}{\frac {f(0+h)-f(0)}{h}}}.

Figura 2. Derivada de la funció prop de zero

Anem a provar que la derivada {\displaystyle f'}  no és contínua en el zero; és convenient veure-ho mitjançant la noció d'oscil·lació d'una funció en un punt. Considerem una funció {\displaystyle g:[a,b]\to \mathbb {R} } fitada. Es defineix l'oscil·lació de {\displaystyle g}  en un conjunt {\displaystyle S\subset [a,b]} com {\displaystyle W(g,S)=\sup\{g(x)-g(x'):\ x,x'\in S\}=\sup\{g(x):\ x\in S\}-\inf\{g(x):\ x\in S\}.}Cal notar que {\displaystyle W}  és creixent en {\displaystyle S}: si  {\displaystyle S\subset S'\subset [a,b]} , llavors{\displaystyle 0\leq W(g,S)\leq W(g,S').}Es defineix l'oscil·lació de  {\displaystyle g} en un punt  {\displaystyle x\in [a,b]}  com{\displaystyle w(g,x)=\lim _{\varepsilon \to 0^{+}}W{\big (}g,U_{\varepsilon }(x)\cap [a,b]{\big )},}on  {\displaystyle U_{\varepsilon }(x)=\{y:\ \vert x-y\vert <\varepsilon \}} . La propietat  fonamental és que una funció {\displaystyle g:[a,b]\to \mathbb {R} } fitada és contínua en el punt {\displaystyle x\in [a,b]} si i només si   {\displaystyle w(g,x)=0}. Vegeu les referències indicades abans.
Retornant a la funció {\displaystyle f}, la seva derivada {\displaystyle f'} té extrems als punts {\displaystyle 1/(j\pi )} per a  {\displaystyle j=1,2,\dots }, i els valors mínims  i màxims són, respectivament, {\displaystyle f'{\Big (}{\frac {1}{2j\pi }}{\Big )}=-1\quad {\text{i}}\quad f'{\Big (}{\frac {1}{(2j+1)\pi }}{\Big )}=1.}Per tant, per qualsevol   {\displaystyle \varepsilon >0},{\displaystyle W{\big (}f',[0,\varepsilon ){\big )}=2,} i aleshores {\displaystyle w(f',0)=2,} i per tant  {\displaystyle f'} no és contínua en el zero.

Figura 3. Funció. Aquesta funció no es derivable al punt.

Considerem ara un interval  {\displaystyle [a,b]} amb   {\displaystyle 0\leq a<b\leq 1} , i designem per {\displaystyle c=(a+b)/2} el punt mig de l'interval. Definim la funció {\displaystyle f_{a,b}:[a,b]\to \mathbb {R} }  per {\displaystyle f_{a,b}(a)=f_{a,b}(b)=0,}i{\displaystyle f_{a,b}(x)={\begin{cases}(x-a)^{2}\sin {\Big (}{\dfrac {1}{x-a}}{\Big )},&{\text{si }}x\in (a,c],\\(b-x)^{2}\sin {\Big (}{\dfrac {1}{b-x}}{\Big )},&{\text{si }}x\in (c,b].\\\end{cases}}}La funció {\displaystyle f_{a,b}} és simètrica respecte la recta vertical per  {\displaystyle x=c} i  en general no es derivable en aquest punt. Vegeu la Figura 3.  

Figura 4. Funció

Amb l'objectiu de suavitzar aquesta funció en el punt {\displaystyle c} i obtenir una funció derivable en tot {\displaystyle [a,b]}, sigui {\displaystyle a'} el punt més gran de l'interval {\displaystyle [a,c]} on {\displaystyle f_{a,b}} té un màxim, i {\displaystyle b'=2c-a'} , que per la simetria de la funció serà el punt més petit de {\displaystyle [c,b]} on la funció té un màxim. Definim {\displaystyle g_{a,b}:[a,b]\to \mathbb {R} } per{\displaystyle g_{a,b}(a)=g_{a,b}(b)=0,}  i per a   {\displaystyle x\in (a,b)}, {\displaystyle g_{a,b}(x)={\begin{cases}(x-a)^{2}\sin {\Big (}{\dfrac {1}{x-a}}{\Big )},&{\text{si }}x\in (a,a'),\\(a'-a)^{2}\sin {\Big (}{\dfrac {1}{a'-a}}{\Big )},&{\text{si }}x\in [a',b'],\\(b-x)^{2}\sin {\Big (}{\dfrac {1}{b-x}}{\Big )},&{\text{si }}x\in (b',b).\\\end{cases}}}Vegeu la Figura 4. Aquesta funció és contínua i derivable, i per a qualsevol   {\displaystyle x\in [a,b]},{\displaystyle \vert g_{a,b}(x)\vert \leq (x-a)^{2}\quad {\text{i}}\quad \vert g_{a,b}(x)\vert \leq (b-x)^{2}.\qquad (1)}A més, en els punts {\displaystyle a}  i {\displaystyle b} es comporta com la funció {\displaystyle f} en un entorn de 0; concretament {\displaystyle g_{a,b}'} té extrems en els punts de la forma {\displaystyle a+1/(j\pi )} i {\displaystyle b-1/(j\pi )} i  té variació igual a 2  en  {\displaystyle a}  i {\displaystyle b} .

### El conjunt de Smith-Volterra-Cantor
Article principal: Conjunt de Smith-Volterra-Cantor
El conjunt de Smith-Volterra-Cantor es construeix de manera similar al conjunt de Cantor, eliminant successivament intervals de l'interval {\displaystyle [0,1]}, però ara els intervals que eliminem tenen amplada {\displaystyle 1/4^{n}}. El procés comença eliminant un segment obert de longitud 1/4 de la part central de l'interval {\displaystyle [0,1]}; concretament, traiem l'interval {\displaystyle ({\tfrac {3}{8}},{\tfrac {5}{8}})}, de manera que el conjunt restant és {\displaystyle G_{1}={\big [}0,{\tfrac {3}{8}}{\big ]}\cup {\big [}{\tfrac {5}{8}},1{\big ]}.}
Els passos següents consisteixen a eliminar subintervals d'amplada {\displaystyle 1/4^{n}} de la part central de cadascun dels {\displaystyle 2^{n-1}} intervals restants. Així que al segon pas s'eliminen  els intervals {\displaystyle ({\tfrac {5}{32}},{\tfrac {7}{32}})} i {\displaystyle ({\tfrac {25}{32}},{\tfrac {27}{32}})}  i queda el conjunt {\displaystyle G_{2}={\big [}0,{\tfrac {5}{32}}{\big ]}\cup {\big [}{\tfrac {7}{32}},{\tfrac {3}{8}}{\big ]}\cup {\big [}{\tfrac {5}{8}},{\tfrac {25}{32}}{\big ]}\cup {\big [}{\tfrac {27}{32}},1{\big ]}.}
Continuant indefinidament aquest procés  d'eliminació, obtenim una successió {\displaystyle G_{1}\supset G_{2}\supset \cdots }. El conjunt Smith–Volterra–Cantor, que designarem per {\displaystyle G}, és el conjunt de punts que queden; formalment,  {\displaystyle G=\bigcap _{n=1}^{\infty }G_{n}.}La imatge següent mostra el conjunt inicial i cinc iteracions d'aquest procés.
Utilitzarem les següents propietats:
1. Sigui {\displaystyle I_{n}=(a_{n},b_{n}),\ n=1,2,\dots } una enumeració dels intervals oberts que hem eliminat. Per construcció {\displaystyle [0,1]=G\cup {\Big (}\bigcup _{n=1}^{\infty }I_{n}{\Big )},} i tots els conjunts que intervenen en l'expressió de la dreta són disjunts dos a dos.
2. Sigui {\displaystyle D=\{0,1,a_{1},b_{1},a_{2},b_{2}\dots \}}. Noteu que aquest conjunt coincideix amb el conjunt de tots els extrems dels intervals que formen tots els conjunts {\displaystyle G_{n}} i que {\displaystyle D\subset G}. En qualsevol entorn d'un punt de {\displaystyle G}, hi ha almenys un element de {\displaystyle D}, és a dir, els punts de {\displaystyle G} són punts d'acumulació de {\displaystyle D}. Vegeu la propietat 4 del conjunt de Smith-Volterra-Cantor.
3. El conjunt de Smith-Volterra-Cantor té mesura de Lebesgue 1/2.

### La funció de Volterra

Figura 5. Construcció de la funció de Volterra

La funció de Volterra és la funció  {\displaystyle V:[0,1]\to \mathbb {R} }  definida de la següent manera: {\displaystyle V(x)=0,{\text{si }}x\in G.}Per a  {\displaystyle x\in [0,1]\setminus G}, aleshores, {\displaystyle x} serà d'algun dels intervals que hem suprimit, posem {\displaystyle x\in (a_{n},b_{n})}  , i definim {\displaystyle V(x)=g_{a_{n},b_{n}}(x).}Per la propietat 1 del conjunt de Smith-Volterra- Cantor, la funció {\displaystyle V} està ben definida en tot  {\displaystyle [0,1]}; a la Figura 5 hi ha una representació d'una de les etapes de la construcció de {\displaystyle V}. Vegem ara les següents propietats:
{\displaystyle \bullet } La funció {\displaystyle V} és contínua i diferenciable. Ni ha prou amb veure que és diferenciable en tot l'interval {\displaystyle [0,1]} . Per construcció, la funció és diferenciable en tot punt dels intervals {\displaystyle (a_{n},b_{n})}. Anem a veure que també és diferenciable en tot punt  {\displaystyle x\in G},  i que {\displaystyle V'(x)=0}, per a la qual cosa veurem que {\displaystyle \lim _{h\to 0^{+}}{\frac {V(x+h)-V(x)}{h}}=\lim _{h\to 0^{-}}{\frac {V(x+h)-V(x)}{h}}=0.}En efecte, suposem que  {\displaystyle h>0}; si {\displaystyle y=x+h\in G}, llavors, {\displaystyle V(y)=0}  i per tant,{\displaystyle {\frac {V(y)-V(x)}{y-x}}={\frac {0}{h}}=0.}Si  {\displaystyle y=x+h\not \in G}, llavors {\displaystyle y\in (a_{n},b_{n})}  per algun {\displaystyle n}. Aleshores, per la primera de les desigualtats (1) ,{\displaystyle {\Bigg \vert }{\frac {V(y)-V(x)}{y-x}}{\Bigg \vert }\leq {\Bigg \vert }{\frac {g_{a_{n},b_{n}}(y)}{y-a_{n}}}{\Bigg \vert }\leq {\frac {(y-a_{n})^{2}}{y-a_{n}}}\leq h.}Per tant,  {\displaystyle \lim _{h\to 0^{+}}{\frac {V(x+h)-V(x)}{h}}=0.}L'altre límit es veu de manera anàloga.
{\displaystyle \bullet } La derivada {\displaystyle V'} és fitada. Això és degut al fet que, a partir dels càlculs fet per la funció {\displaystyle f'}, en cadascun dels intervals  {\displaystyle (a_{n},b_{n})} , tenim que  {\displaystyle \vert V'\vert \leq 2}, i segons hem vist, en els punts de {\displaystyle G} val 0.
{\displaystyle \bullet } La derivada {\displaystyle V'} és discontínua en tots els punts de {\displaystyle G}. Recordem que {\displaystyle D=\{0,1,a_{1},b_{1},a_{2},b_{2}\dots \}} . Si {\displaystyle x\in D}, per exemple {\displaystyle x=a_{n}}, aleshores  {\displaystyle w(f,x)=w(g_{a_{n},b_{n}},a_{n})=2.}Si  {\displaystyle x\in G\setminus D}, per la propietat 2 del conjunt de Smith-Volterra-Cantor que hem assenyat abans, en tot entorn de {\displaystyle x} hi ha punts de {\displaystyle D}. Fixem {\displaystyle \varepsilon >0} i sigui {\displaystyle a_{n}\in D} tal que {\displaystyle 0<a_{n}-x<\varepsilon /2} i Llavors {\displaystyle W{\big (}V,[x,x+\varepsilon ){\Big )}\geq W{\big (}V,[a_{n},a_{n}+\varepsilon /2){\Big )}\geq w(g_{a,b},a_{n})=2.}
{\displaystyle \bullet } La derivada {\displaystyle V'} no és integrable Riemann. Aquesta propietat resulta de la caracterització de Lebesgue de la integrabilitat  de Riemann: una funció definida en un interval tancat  fitada és integrable Riemann si i només si el conjunt de punts de discontinuïtat té mesura de Lebesgue zero. En aquest cas que ens ocupa, la funció {\displaystyle V'} és discontinua en el conjunt de Smith-Volterra-Cantor, que té mesura de Lebesgue 1/2.

## La funció de Volterra original
La construcció original de Volterra es fa a partir de les funcions  {\displaystyle g_{a,b}}, però replicant-les sobre el conjunt de Volterra i no sobre el conjunt de Smith-Volterra-Cantor com s'ha fet en aquest article. Vegeu Ponce-Campuzano y Maldonado-Aguilar per als detalls.